# جروم بیکسبی
جروم بیکسبی (انگلیسی: Jerome Bixby؛ ‏ ۱۱ ژانویهٔ ۱۹۲۳ – ۲۸ آوریل ۱۹۹۸) فیلم‌نامه‌نویس، نویسنده داستان‌های کوتاه و رمان‌نویس اهل ایالات متحده آمریکا بود.
از فیلم‌ها یا مجموعه‌های تلویزیونی که وی در آن‌ها نقش داشته است، می‌توان به با هر نام دیگری، مردی از زمین: هولوسن، سفر شگفت‌انگیز، منطقه گرگ و میش: فیلم و مردی از زمین اشاره نمود.